# Атомная энергетика Швеции
Атомная энергетика Швеции базируется на её собственных запасах урана и обеспечивалась генерацией на пяти атомных электростанциях, которые в настоящее время выводятся из эксплуатации, делая страну зависимой от импорта энергоресурсов.
По состоянию на январь 2021 года, четыре находящиеся в эксплуатации шведские АЭС имеют суммарную мощность 6,9ГВт и вырабатывали (данные за 19 год) 34% электроэнергии.
Швеция была второй в Европе страной по доле атомной энергетики в производстве электроэнергии, которая обеспечивала на 1980 год 40 % потребностей экономики.

## Строительство АЭС
В начале 1960-х на юге Швеции, в Кварнторпе, началась добыча урановых руд.
В 1956—1957 году был спроектирован первый опытно-промышленный реактор R3 тепловой мощностью 65 МВт, который был размещён на АЭС «Огеста» всего в 14 километрах от Стокгольма и введён в эксплуатацию в 1964 году. Станция располагалась в скале, реактор типа R3 — под землей, а в качестве топлива использовался необогащенный уран.
Конструкцию промышленных ядерных реакторов для АЭС шведские специалисты из компании АВ Atomenergi (создана в 1947) разработали самостоятельно, это были энергоблоки с кипящими ядерными реакторами, которые строились с 1964-го по 1980 год. Всего было введено в эксплуатацию 15 блоков на пяти АЭС, что позволило увеличить долю мирного атома в генерации до 40 % и сделать Швецию одной из самых «зеленых» стран мира.
В Швеции работали «Форсмарк» (3 реактора), «Оскарсхамн» (3 реактора) и «Рингхальс» (4 реактора), АЭС «Барсебек» (2 блока), АЭС «Огеста». Их совокупная мощность составляла 9 325 МВт.

## Референдум об отказе от атомной программы
После происшедшей в 1979 году крупнейшей аварии на американской АЭС «Три-Майл-Айленд» в Пенсильвании на следующий год в Швеции прошел референдум, на котором жители высказались за постепенный отказ от атомной энергетики.
В 2005 году были остановлены оба реактора АЭС «Барсебек».
Однако, посчитав свой энергетический баланс, шведское правительство инициировало в 2010 году отмену закона 1980 года в парламенте. Началась разработка программы развития атомных станций, которую не остановила даже авария на японской «Фукусиме». Её реализацию затормозил приход партии «зеленых» к руководству страной. Они провели через парламент налог на экологию в размере 33 % от себестоимости производимой на АЭС электроэнергии, что сделало производство атомной энергии нерентабельным.
В 2015 году владелец АЭС «Оскархамн», компания Uniper, закрыла на ней два энергоблока. Швеция стала импортёром электроэнергии.
Госкомпания «Ваттенфаль» в начале 2016 года заявила о намерении закрыть оставшиеся пять АЭС (две уже объявлены досрочно закрытыми).

## Демонтаж АЭС
В 2017 году консорциум General Electric Hitachi по итогам тендера начал демонтаж внутренних устройств реакторов АЭС «Оскархамн», а в январе 2019 года завершил его. 29 апреля того же года были обнародованы итоги тендера на демонтаж двух корпусов реакторов первого и второго энергоблока АЭС «Оскархамн» и двух корпусов на АЭС «Барсебек». Его выиграли Uniper Anlagenservice и Nukem Technology. Последняя имеет опыт вывода из эксплуатации АЭС в Германии, во Франции, исследовательского реактора и топливного завода в Германии, объектов в Испании, Китае, ЮАР, Болгарии, Чехии, строительства хранилища радиоактивных отходов в Чернобыле, вывода из эксплуатации АЭС «Игналина» в Литве. С 2010 года эта баварская компания на 100 % принадлежит концерну «Росатом».
В 2004 году лишь 7 % населения Швеции считало атомную энергетику угрозой для окружающей среды. Согласно одному из недавних опросов, только 17 % населения выступают за закрытие всех атомных реакторов.